# Campina do Simão
Campina do Simão este un oraș în Paraná (PR), Brazilia.